# Thorpe Hamlet
Thorpe Hamlet (Thorpe) är en del av en befolkad plats i Storbritannien.   Den ligger i grevskapet Norfolk och riksdelen England, i den sydöstra delen av landet, 160 km nordost om huvudstaden London. Thorpe Hamlet ligger 19 meter över havet och antalet invånare är 8 109.
Terrängen runt Thorpe Hamlet är platt. Runt Thorpe Hamlet är det ganska tätbefolkat, med 124 invånare per kvadratkilometer. Närmaste större samhälle är Norwich, 0,90 km väster om Thorpe Hamlet. Trakten runt Thorpe Hamlet består till största delen av jordbruksmark.